# Rudolf Eckerström
Rudolf Emil Eckerström, född den 2 november 1834 i Eksjö, död den 23 oktober 1902 i Visby, var en svensk jurist. Han var son till Claes Emil Eckerström.
Eckerström blev 1852 student vid Uppsala universitet, där han avlade kameralexamen 1854 och examen till rättegångsverken 1856. Han blev vice häradshövding 1860, amanuens i Lantmäteristyrelsen 1866, därjämte sekreterare i Stockholms stads handels- och sjöfartsnämnd 1866, sekreterare i Generaltullstyrelsen 1875 och utnämnd byråchef där 1884. Eckerström var expeditionschef i Sjöförsvarsdepartementet 1882–1895 och häradshövding i Södra Roslags domsaga från 1895 till sin död. Han invaldes som hedersledamot av Örlogsmannasällskapet 1891. Eckerström blev riddare av Vasaorden 1880 och av Nordstjärneorden 1883 samt kommendör av första klassen av sistnämnda orden 1891. Han vilar på Sandsborgskyrkogården i Stockholm.